# 衛德明
赫爾穆特·威廉（德語：Hellmut Wilhelm，1905年12月10日—1990年7月5日），漢名衛德明，生於德屬膠澳青島，德國著名漢學家，專長於中國文學與中國歷史。他也是國際知名的易經專家，曾任教於北京大學與華盛頓大學。其父衛禮賢也是著名漢學家。

## 生平
衛德明之父，衛禮賢，為一名基督教傳教士，清末來到山東傳教。衛德明生於德國德屬膠澳青島，從小受漢學教育，熟悉中國傳統文獻。1914年，第一次世界大戰期間，日本對德國宣戰，並進佔德國青島。衛德明在這段時間被送到上海避難。在第一次世界大戰結束後，衛德明全家返回德國本土，其父成為法蘭克福大學首席漢學家。
衛德明大學攻讀法律，1928年通過德国国家考试。1930年，其父過世後，衛德明決定繼承其父遺志，成為一名漢學家。1932年，以研究顧炎武的論文，得到柏林大學博士學位。
畢業後，他到中國北京，在北京大學教授德文與德國文學，並出版了一本著名的德漢字典（Deutsch-Chinesische Wörterbuch）。1944年，他出版了一系列關於易經的著作，成為國際知名的易經專家。
1948年，衛德明成為美國華盛頓大學教授，此後一直在此任教，直到1971年退休。

## 部分著作
- （德文） Chinas Geschichte: Zehn einführende Vorträge ["China's History: Ten Introductory Lectures"] (Chung-kuo li-shih shu-yao 中國歷史術要). Peking: Vetch, 1944.
- （德文） Die Wandlung: Acht Vorträge zum I-ging ["Change: Eight Lectures on the I-Ching"] (Chou-i shu-yao 周易術要). Peking: Vetch, 1944.
- （德文） Gesellschaft und Staat in China: Acht Vorträge ["Society and State in China: Eight Lectures"] (Shih-ch'ün yüan-kuo 史群元國). Peking: Vetch, 1944.
- （德文） Deutsch-chinesisches Wörterbuch ["German-Chinese Dictionary"]. Shanghai: Nössler, 1945.
- Change: Eight Lectures on the I-Ching. Translated by Cary F. Baynes. Bollingen Series, 62.  New York: Pantheon Books, 1960.
- Heaven, Earth, and Man in the Book of Changes: Seven Eranos Lectures. Seattle, London: University of Washington Press, 1977.

## 外部連結
- 衛德明（德国国家图书馆目录）
- Biografie （德文）
- Martin Kern: The emigration of German sinologists 1933-1945: notes on the history and historiography of Chinese studies.